# Cadarafagno
Cadarafagno is een plaats (frazione) in de Italiaanse gemeente Breia.